# یواس‌اس گاتو (اس‌اس‌ان-۶۱۵)
یواس‌اس گاتو (اس‌اس‌ان-۶۱۵) (به انگلیسی: USS Gato (SSN-615)) یک زیردریایی بود که طول آن ۲۹۲ فوت (۸۹ متر) بود. این زیردریایی در سال ۱۹۶۴ ساخته شد.